# Sigismund Scherertz
Sigismund Scherertz (auch Sigismund Scher-Erz; * 2. Dezember 1584 in Königswalde; † 31. Dezember 1639 in Lüneburg) war ein deutscher lutherischer Geistlicher und Schriftsteller.

## Leben
Scherertz wurde mit sieben Jahren Vollwaise. Er besuchte die Lateinschule in Annaberg. Ab dem Wintersemester 1604 war an der Universität Leipzig immatrikuliert. 1606 wechselte er an die damals größte deutsche Hochschule, an die Universität Wittenberg. Allerdings verblieb er dort nur bis 1607. Vermutlich aufgrund fehlender finanzieller Mittel musste er sich um eine Stellung als Geistlicher bewerben.
Scherertz wurde 1607 Diakon in Arnsfeld. 1609 ging er als Pfarrer nach Schlaggenwald, 1613 in selber Position nach Karlsbad. 1617 wechselte er nach Tachau, wo er neben der Pfarrstelle zugleich das Rektorenamt der örtlichen Schule besetzen konnte. 1619 bekam er dann die Pfarrstelle an der Dreifaltigkeitskirche in der Prager Neustadt. Am 29. Oktober 1622 wurde er mit den anderen Geistlichen seiner Glaubensrichtung vertrieben und zurück nach Kursachsen verbracht.
Scherertz fand zunächst Aufnahme in Dresden, wurde jedoch noch im gleichen Jahr als Pfarrer der Lambertikirche nach Lüneburg berufen. 1626 ereilte die Familie des Pfarrers Scherertz ein schweres Schicksal, so starben sieben seiner Kinder an der Pest. 1629 wurde er zum Stadtsuperintendenten gewählt und rückte in der Folge zum Berater von August von Braunschweig-Lüneburg auf. In Lüneburg verfasste er neben diversen Schriften auch Kirchenlieder.

## Publikationen (Auswahl)
- Constantia Veritatis Evangelicae: Das ist Christlicher Bericht Von Beständigkeit bey der Göttlichen Warheit deß Heiligen Evangelii Augspurgischer Confession. Meyer, Lüneburg 1623.
- Sion Afflicta; Non Derelicta. Die betrübte: doch nicht verlassene Zion., Meyer, Lüneburg 1624.
- Patientia Sanctorum Id est Piae Meditationes Pro Confessoribus Et Exulibus Christi, Meyer, Lüneburg 1626.
- Fuga melancholiae: cum speculo tentationum spiritualium et poculo consolationis, Stern, Lüneburg 1682.